# Нестерово (Верхневолжское сельское поселение)
Не́стерово — деревня в Калининском районе Тверской области. Относится к Верхневолжскому сельскому поселению. До 2006 года была центром Нестеровского сельского округа.
Расположена в 50 км к юго-западу от Твери, на реке Долгуше, недалеко от места её впадения в реку Шошу.
Население по переписи 2002 года — 291 человека, 135 мужчин, 156 женщин.

## История
В середине XIX века село Нестерово (Нестеровское) центр Нестеровского прихода Татарковской волости Старицкого уезда Тверской губернии. В 1859 году в селе 93 двора, 692 жителя, в 1886—126 дворов, 836 жителей, церковно-приходская школа, волостное правление, 5 кузниц, 2 красильни, трактир, питейное заведение, 1 винная, 2 чайные и 4 мелочные лавки, торговые ряды, 3 ярмарки в год. В 1921 — мае 1922 года Нестерово — центр Татарковской волости Старицкого уезда, в 1925 году — одноимённого сельсовета Емельяновской волости Тверского уезда. С 1929 года Нестеровский сельсовет в Емельяновском районе Московской области, с 1935 года в составе Калининской области.
В 1940 году Нестерово — центр сельсовета Емельяновского района Калининской области.
Во время Великой Отечественной войны было оккупировано гитлеровскими войсками в октябре 1941 года, освобождено войсками Калининского фронта 24 декабря того же года.
С 1956 года Нестерово в Калининском районе.
В 1997 году в деревне Нестерово 113 хозяйств, 322 жителя; администрация сельского округа, центральная усадьба колхоза «Искра», молокозавод, 2 молочно-товарные фермы, КБО, начальная школа, детсад, библиотека, медпункт, отделение связи, столовая, магазин.

## Население
| 1859 | 1886 | 1997 | 2002 | 2010 |
| ---- | ---- | ---- | ---- | ---- |
| 732  | ↗836 | ↘322 | ↘291 | ↘248 |

## Достопримечательности
- Троицкая церковь (1830)
- Братская могила воинов Красной Армии (1941-42).